# 陳敖
陳敖(？—？)，三國時期東吳將領。十七歲時，拜為別部司馬，授兵四百人。

## 家庭

### 祖父
- 陳武，三國時期東吳將領。

### 父輩
- 伯父陳脩，有陳武之風，拜為校尉，封為都亭侯。
- 父亲陳表，官至偏將軍，封都鄉侯。

## 評價
三國志評曰:「凡此諸將，皆江表之虎臣，孫氏之所厚待也。以潘璋之不脩，權能忘過記功，其保據東南，宜哉！陳表將家支庶，而與冑子名人比翼齊衡，拔萃出類，不亦美乎！」